# Abies koreana
Abies koreana (ялиця корейська, кор. 구상나무) — вид ялиць родини соснових.

## Поширення, екологія
Ендемік Південної Кореї. Зустрічається в субальпійських районах на дрібних гірських ґрунтах, бідних гумусом. Вертикальний діапазон поширення між 1000 м і 1900 м над рівнем моря. Клімат прохолодно-помірний, літні мусони приносять річну кількість опадів вище 1600 мм. Росте в чистих поселеннях або в суміші з Betula ermanii, Taxus cuspidata, Prunus maximowiczii, Prunus sargentii, Cornus kousa з підліском з Sasa quelpartensis на о. Чеджу. На материку він також змішується з Picea jezoensis, Pinus koraiensis, Pinus densiflora, Taxus cuspidata, Quercus mongolica var. mandshurica, Cornus controversa, Acer, Fraxinus sieboldiana, Magnolia sieboldii, Sorbus commixta, і кількома родами низьких чагарників, наприклад Juniperus, Deutzia, Ribes і Rhododendron. Ліс, як правило, відкритий і по суті переважають хвойні, з A. koreana як другорядним компонентом.

## Морфологія
Кущ або широко пірамідальне дерево 9–18 м заввишки, 1–2 м в обхваті. Кора гладка, зі смоляними пухирями, з часом з'являються борозни і пластини, спочатку пурпурова, потім блідо-сіра, внутрішня кора червонувато-коричнева. Бруньки яйцеподібні, вільні від листя, від каштаново-коричневого до червоного кольору з білуватою смолою, 8–1.2 мм в діаметрі. Листки лінійні, блискучі зелені зверху, блакитно-білі знизу; 1–2,5 см довжиною 2–3 мм шириною, вершина зубчаста. 
Чоловічі стробіли кулясто-яйцеподібні, червонувато-жовті або зелені тоновані фіолетово-коричневим 1 см завдовжки і 0,7 см завширшки. Жіночі шишки овально-циліндричні, з тупою вершиною, 5–7 см завдовжки і 2,5–4 см завширшки, спочатку сіро-блакитні, потім темно-фіолетові з білими плямами смоли. Насіння яйцеподібне, фіолетово-пурпурове, 7 мм; крило червоно-коричневе.

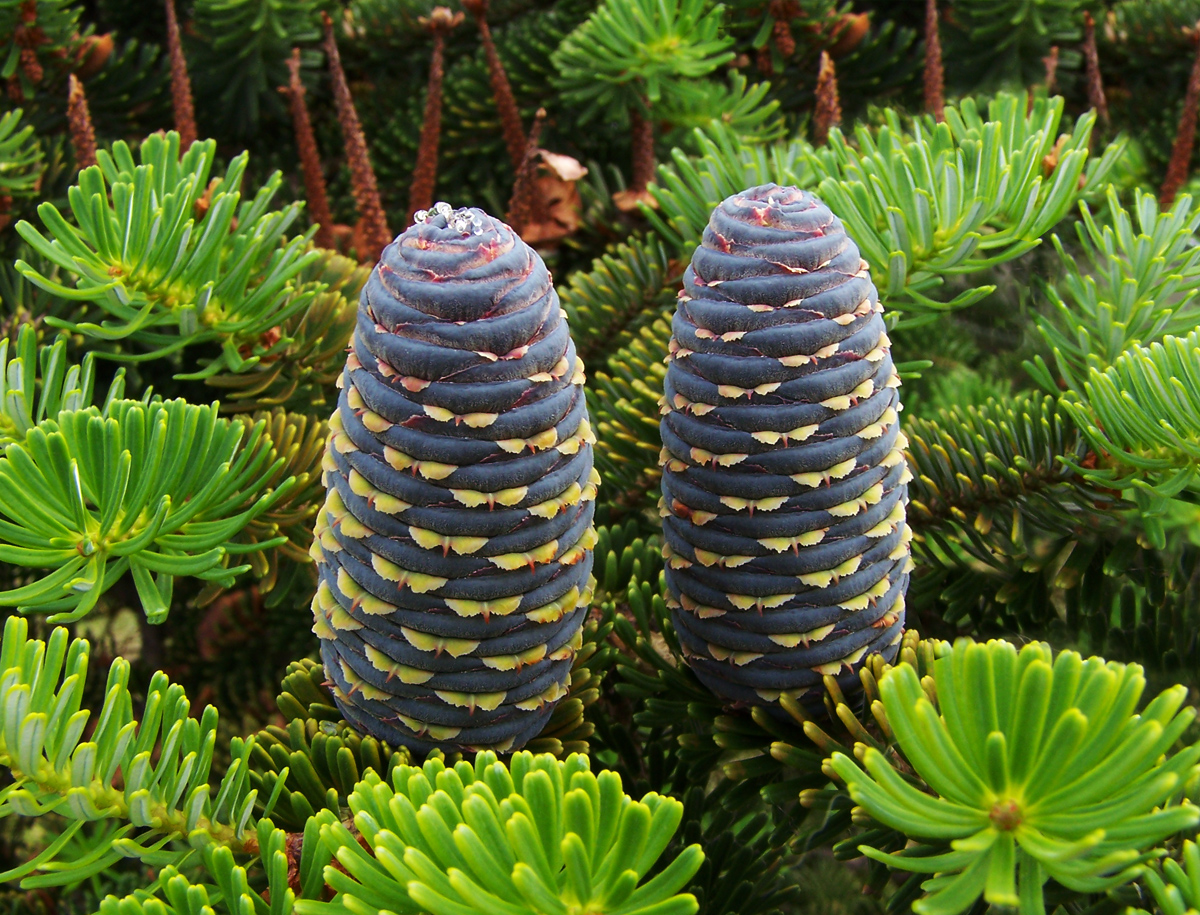
Жіночі шишки
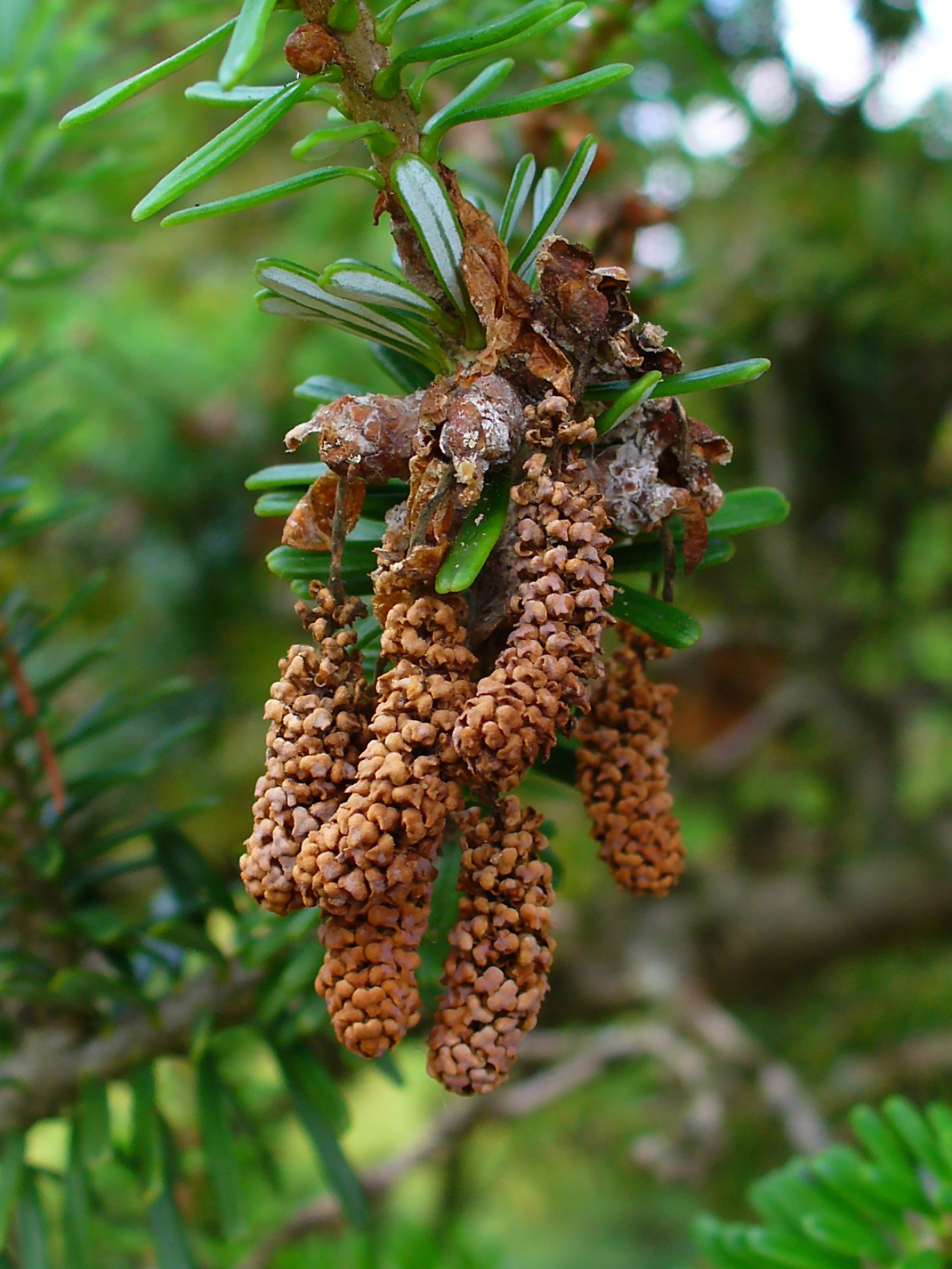
Чоловічі шишки
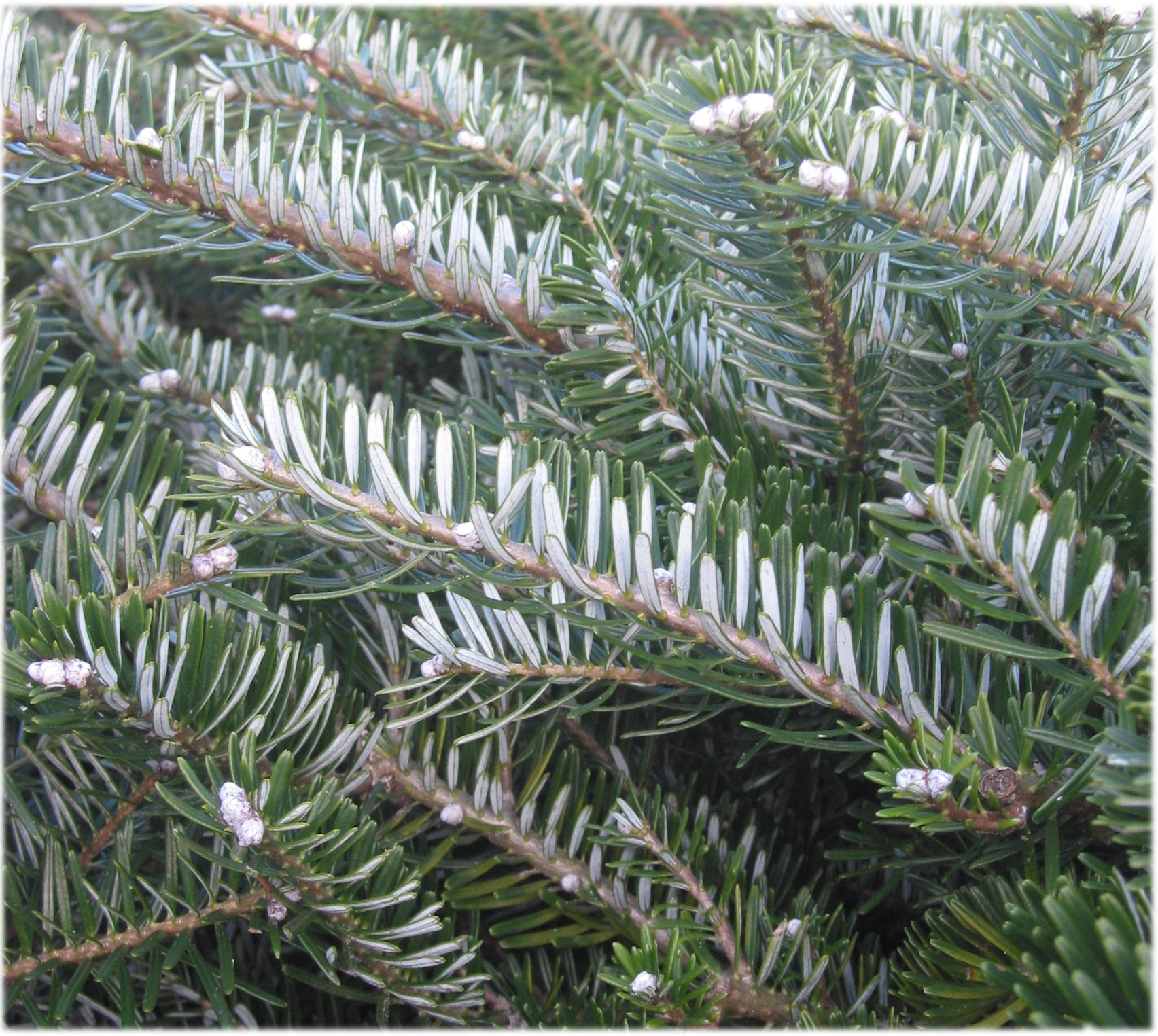
Листя
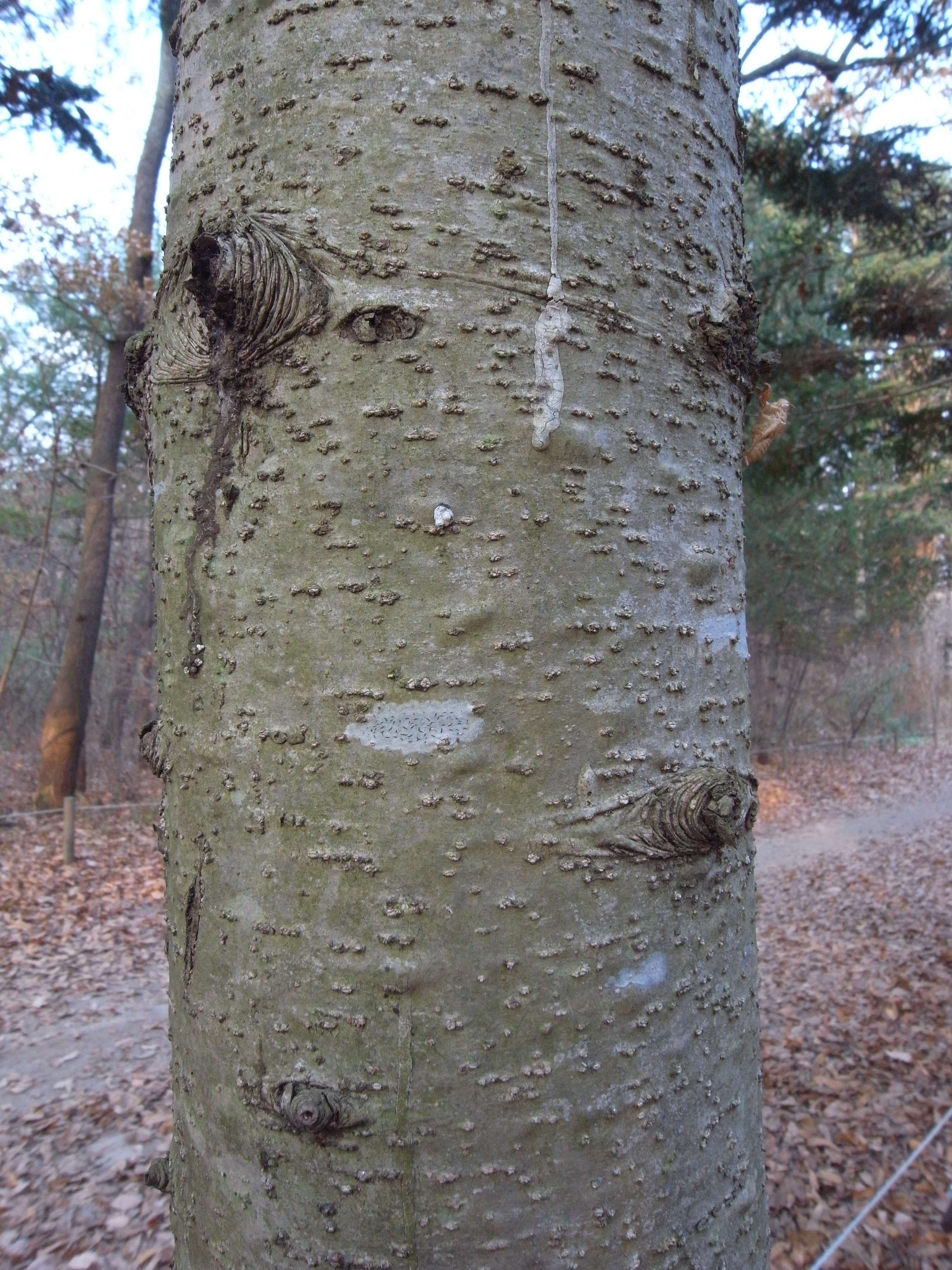
Стовбур
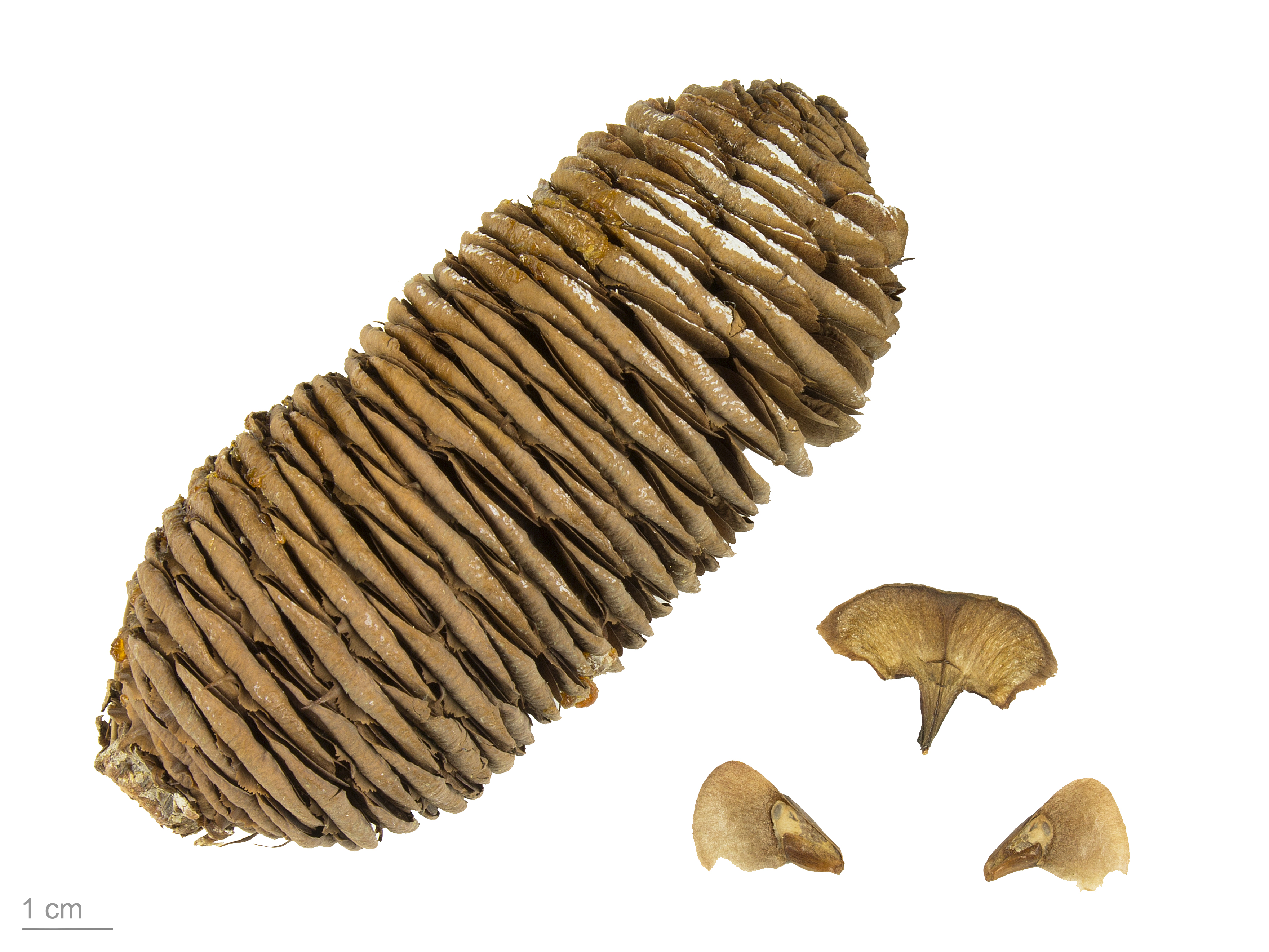
Гербарний зразок шишки
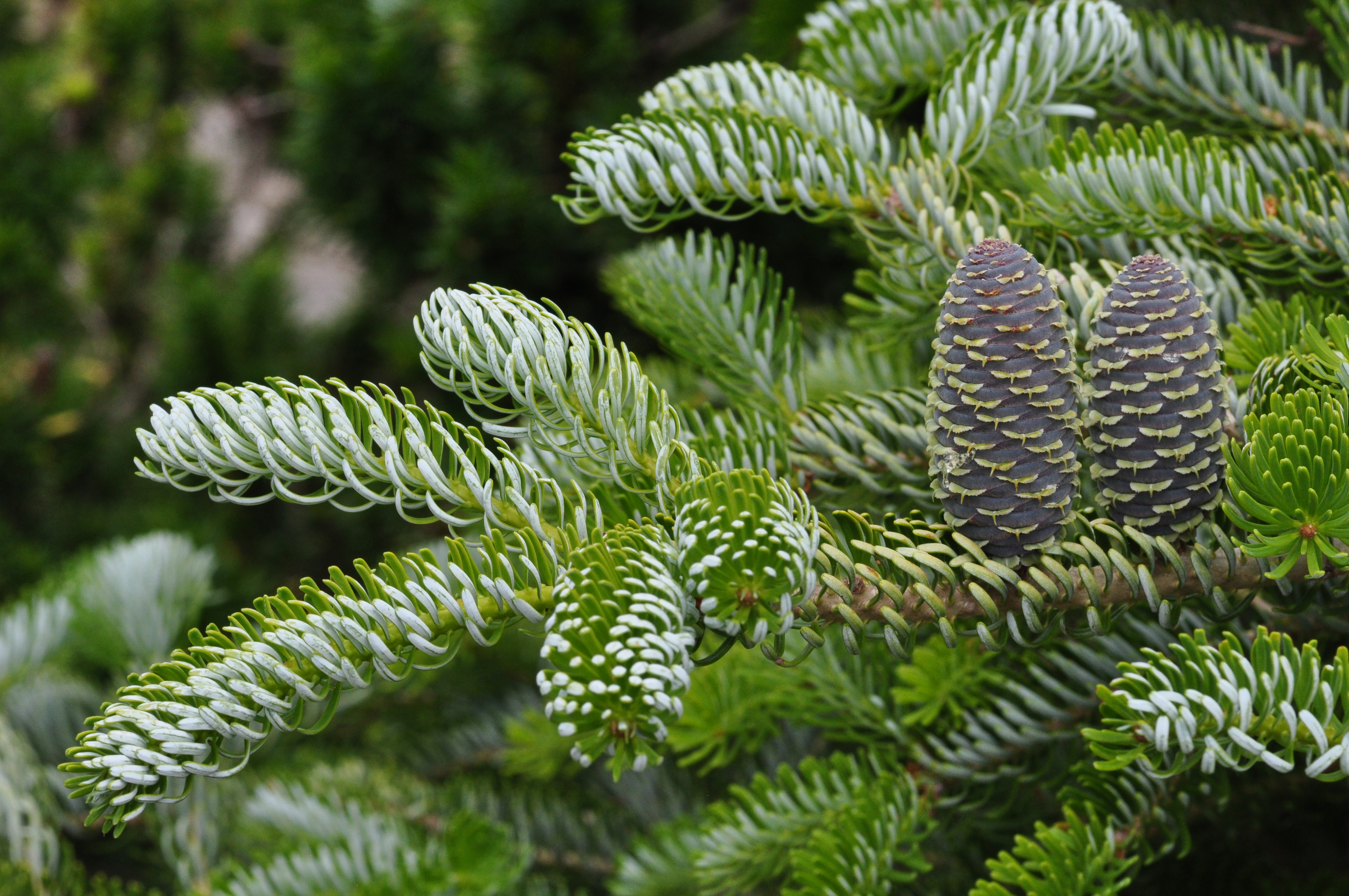
Гілка з шишками (середина літа)

## Використання
Росте повільно і разом з своєю рідкістю є непридатним як деревина. Широко використовується як декоративне дерево, особливо для невеликих садів.

## Загрози та охорона
Фіксується зменшення чисельності населення, ймовірно, в результаті зміни клімату. Дослідження показують, що збитки від грибкового патогена, Racodium therryanum можуть бути суттєвим фактором інгібування для природного поновлення A. koreana на горі Халла. Надається захист у всіх її місцях проживання.